# Nicolò d'Alfonso
(Luigi Ferri)
Nicolò Angelo Raffaele d'Alfonso (Santa Severina, 17 agosto 1853 – Roma, 29 novembre 1933) è stato un filosofo, pedagogista, medico e scrittore italiano, autore di 67 pubblicazioni scientifiche e di numerosi articoli su riviste letterarie e quotidiani, alcuni dei quali sulla Calabria e sui personaggi delle tragedie di William Shakespeare, che gli fecero guadagnare l’attenzione internazionale per l’approccio singolare alle opere del grande drammaturgo inglese.

## Biografia
Nato a Santa Severina il 17 agosto 1853 da una famiglia di proprietari terrieri, molto giovane si dedicò all'approfondimento delle Sacre Scritture, grazie ai due fratelli del padre, don Michele e don Francesco d'Alfonso, entrambi canonici del Capitolo metropolitano della Cattedrale; questi studi, parte dei quali furono pubblicati con il titolo Le donne dei Vangeli (Firenze, Successori Le Monnier, 1881), manifestano un approccio positivista sull'analisi del testo biblico.
Terminati gli studi nel suo paese natale si trasferì a Catanzaro, dove fu allievo del letterato e patriota rocchitano Vincenzo Gallo-Arcuri; frequentò poi il Liceo Ginnasio "Pasquale Galluppi", conseguendo la licenza ginnasiale. Ottenne in seguito la licenza liceale con lode al Liceo classico del Convitto nazionale "Vittorio Emanuele II" di Napoli, che gli fece valere, su concessione del Ministero della Pubblica Istruzione, la possibilità di iscriversi contemporaneamente alle facoltà di Medicina e di Lettere e Filosofia presso la Regia Università di Napoli. Alla facoltà di Filosofia, dove, allievo di Francesco De Sanctis, Augusto Vera e Bertrando Spaventa, ottenne vari riconoscimenti.
Nel 1879 conseguì entrambe le lauree in Medicina e Chirurgia e Filosofia, a soli tre mesi di distanza l'una dall'altra. Nel 1881 l'Accademia dei Lincei gli assegnò il Premio Reale per le Scienze filosofiche e morali, consistente in 4.000 lire, per lo studio dal titolo Kant. I suoi antecessori e i suoi successori.
Su espressa volontà del padre fece ritorno a Santa Severina, dove esercitò la professione di medico condotto; ma la passione per la filosofia e l'insegnamento prevalse e partecipò ai concorsi a cattedra per i licei, iniziando a insegnare Filosofia in Sicilia (Caltanissetta, Messina e Catania). Da questa esperienza di insegnamento cominciarono ad evidenziarsi sempre di più le sue qualità didattiche, tant'è che il ministro della Pubblica Istruzione Paolo Boselli lo convocò a Roma per affidargli la cattedra di Filosofia nei licei della Capitale: prima al Liceo Ginnasio "Umberto I" (dove insegnò dal 1889 al 1909) e poi al Liceo "Ennio Quirino Visconti". Nello stesso periodo cominciò a collaborare con le più importanti riviste letterarie, tra cui il Nuovo Convito, la Rivista d’Italia, la Rivista moderna politica e letteraria, la Rivista italiana di filosofia, la Nuova Antologia, L’Educazione, la Rivista italiana di Sociologia, la Rivista di filosofia e scienze affini e con diversi quotidiani, tra cui L'Osservatore Romano.
Nel 1890 fu chiamato dal ministro della Pubblica Istruzione Paolo Boselli ad insegnare Pedagogia e Filosofia all'Istituto Superiore Femminile di Magistero, dove, in seguito a concorso, divenne professore ordinario dal 1903 al 1923. Ebbe come colleghi Luigi Pirandello, Maria Montessori e Luigi Capuana. Durante i trantaquattro anni di insegnamento al Magistero, fu relatore di oltre trecento tesi. Per il Dizionario illustrato di Pedagogia, curato da Luigi Credaro e Antonio Martinazzoli, redasse la voce Istituti Superiori femminili di Magistero. Dal 1896 fu anche libero docente di Filosofia teoretica alla Regia Università di Roma, dove insegnò ininterrottamente fino al 1933, anno della sua morte.
All'insegnamento affiancò sempre una prolifica attività di scrittore, pubblicando complessivamente sessantatré opere, recensite in Italia e all'estero, che spaziano dai temi dell'educazione e della morale all'economia politica, dagli studi sull'ambiente e sulle foreste all'analisi criminologica dei personaggi shakespeariani. Il suo Sommario delle lezioni di pedagogia generale (Loescher, 1912) fu giudicato dalla Reale Accademia dei Lincei «frutto d'amorosa meditazione e di mente abituata alla ricerca e alla costruzione filosofica, che esce dai confini degli ordinari trattati di pedagogia per elevarsi ad una sintesi mentale superiore».
Nel 1911 tenne la prolusione all'Universal Congress of Races di Londra, che fu poi pubblicata col titolo Speculative psichology and the unity of races (E. Loescher & Co, 1911), mentre nel 1913 fu membro del VI Congrès international du progrès religieux a Parigi. Fu consulente medico della Real Casa d'Italia durante il regno di Umberto I e del Palazzo Apostolico Vaticano sotto il pontificato di Benedetto XV.
Nicolò d'Alfonso mai volle aderire ad alcuna corrente filosofica e politica, e fu fortemente avversato dal ministro della Pubblica Istruzione Giovanni Gentile,che decise di mandarlo anzitempo in pensione con un provvedimento ad personam: si trattava del Regio Decreto n. 736 del 13 marzo 1923, all'interno della Riforma Gentile, che anticipava, per i soli professori del Magistero, il collocamento a riposo al compimento del settantesimo anno anziché al settantacinquesimo, come per gli altri docenti universitari. Il suo posto fu immediatamente occupato da Giuseppe Lombardo Radice, amico e allievo prediletto di Gentile. Anche Benedetto Croce intervenne nella vicenda in favore di d'Alfonso, chiedendo a Gentile una deroga a tale decreto, ottenendo però risposta negativa.
Nicolò d'Alfonso morì a Roma il 29 novembre 1933. La salma fu portata sulla carrozza della Real Casa e seppellita nel Cimitero monumentale del Verano.
Il paese natale, Santa Severina, gli ha intitolato una via del centro storico e la Scuola elementare.

## Opere principali
- Le donne dei Vangeli, Firenze, Successori Le Monnier, 1881
- Sonno e sogni, Milano-Roma, E. Trevisini, 1891
- Principii di logica reale, Roma, G. B., Paravia & C., 1894
- Il re Lear, Roma, Società editrice Dante, Alighieri, 1900
- La dottrina dei temperamenti nell'antichità e ai nostri giorni, Roma, Società editrice Dante, Alighieri, 1902
- Lezioni elementari di psicologia normale, Torino, Fratelli Bocca editori, 1904
- Pregiudizi sull'eredità psicologica (genio,delinquenza, follia), Roma, Società editrice Dante Alighieri, 1904
- I limiti dell'esperimento in psicologia, Roma, Casa editrice E. Loescher, 1904
- Sommario delle lezioni di filosofia generale (la filosofia come economia), Roma, Casa editrice E. Loescher, 1905
- Lo spiritismo secondo Shakespeare, E. Loescher & C., 1905
- Sommario delle lezioni di Psicologia criminale. Critica delle dottrine criminali positiviste, Roma, Casa editrice E. Loescher, 1907
- Il Cattolicismo e la filosofia, Roma, Casa editrice E. Loescher, 1908
- Otello delinquente, Casa libraria editrice E. Loescher e C. 1910
- Speculative psychology and the unity of races, a paper read at the Ist Universal Congress of Races, held in London (26-29 July 1911), Roma, Casa editrice E. Loescher, 1911
- Sommario delle lezioni di pedagogia generale (L'educazione come economia), Roma, Casa editrice E. Loescher, 1912
- Note psicologiche, estetiche e criminali ai drammi di G. Shakespeare (Macbeth, Amleto, Re Lear, Otello), Milano, Società Editrice Libraria, 1914
- Principi naturali di Economia Politica, Roma, Athenaeum, 1923
- Gli alberi e la Calabria dall'antichità a noi, Roma, Angelo Signorelli editore, 1926
- La disoccupazione: cause e rimedi, Torino, Fratelli Bocca editori, 1932